# Astragalus licentianus
Astragalus licentianus là một loài thực vật có hoa trong họ Đậu. Loài này được Hand.-Mazz. miêu tả khoa học đầu tiên.